# Emilius Løbner
Emilius Marius Georgius Løbner (født 1766 - 12. oktober 1849) var en dansk officer og embedsmand. Han var major i den danske hær. Amtmand og kommandant på Færøerne 1816–1825 (konstitueret 1816–1821). Løbner var dermed Færøernes første særskilte amtmand med sæde i Tórshavn. Han tog initiativ til en fuldstændig oversigt over personer og næringsveje på Færøerne i form af Fortegnelse over Folkemængden i Færøe den 1. Januar 1814, deres Ejendomme, Næringsgreene m.m. (1815), også kaldet "Løbners Tabellir" på færøsk.